# Icacina mannii
Icacina mannii är en tvåhjärtbladig växtart som beskrevs av Oliver. Icacina mannii ingår i släktet Icacina och familjen Icacinaceae. Utöver nominatformen finns också underarten I. m. lebrunii.